# شورآباد (مهاباد)
شورآباد روستایی در دهستان منگور شرقی بخش خلیفان شهرستان مهاباد استان آذربایجان غربی ایران است.

## جمعیت
بر پایه سرشماری عمومی نفوس و مسکن در سال ۱۳۹۵ جمعیت این روستا ۳۲ نفر (۷ خانوار) بوده‌است.